# آرثر إليس (لاعب اتحاد الرغبي)
آرثر إليس (بالإنجليزية: Arthur Ellis)‏ هو لاعب اتحاد الرغبي بريطاني، ولد في 7 يونيو 1990 في أبردير ‏ في المملكة المتحدة.